# 劉美詩
劉美詩（英語：Susanna Lau，1960年—），人稱「旅遊界一姐」，前香港康泰旅行社高級副總經理，藉此職務常擔當公司發言人就有關香港人外遊事務接受媒體訪問。

## 學歷
劉美詩1978年中學畢業，並於2005年完成了香港大學專業進修學院的「市場學理學碩士」課程。

## 工作履歷
劉氏從中學畢業起加入康泰旅行社，數年間從初級文員一職開始，初時常奔走各國領事館協助團友辦理海外簽證，半年後轉做領隊帶團赴泰國。10年內逐步晉升至管理層，1985年升為營運經理，至1987年以27歲之齡當上總經理一位，執掌該職長達23年。復經歷九一一襲擊事件、SARS、南亞海嘯、泰國紅衫軍政變、豬流感和馬尼拉人質事件等地區性或環球性旅遊業危機。在2010年馬尼拉挾持人質事件後，其於同年8月底退任總經理一職，結束30年在康泰打工的生涯，轉至香港城市大學專業進修學院擔任客席導師講師四堂，教導副學士生市場營銷學，職位交由康泰董事長黃士心的兒子黃進達（Jason）接任。
2012年加盟專業旅運，擔任市場及業務發展總經理，主力開拓自由行業務。
2016年於家族僱傭公司擔任總經理。
2016年10月回歸康泰任高級副總經理‧。
2017年11月30日，再次離開康泰旅行社。

## 外部參考
1. ↑  康泰劉美詩新橋不絕挽劣勢[永久] 蘋果日報，2006年8月10日
2. ↑  .   [2010-08-24]. （原始内容存档于2007-09-27）.
3. ↑  .   [2012-07-09]. （原始内容存档于2012-07-09）.
4. ↑  臨近卸任 劉美詩急應變 （页面存档备份，存于） 東方日報，2010年8月24日
5. ↑  黃進達接班 爸爸做軍師 （页面存档备份，存于） 東方日報，201年8月13日
6. ↑  劉美詩復出拓自由行市場 （页面存档备份，存于） 星島日報，2012年1月30日
7. ↑  劉美詩未雨綢繆 老年更寫意 （页面存档备份，存于） 經濟日報, 2016年4月16日
8. ↑  旅遊界一姐劉美詩6年後回巢康泰　頭炮推單身團 hk01,
2016-12-19